# Bar Italia
Il Bar Italia è un caffè di Londra nel quartiere di Soho.

## Storia

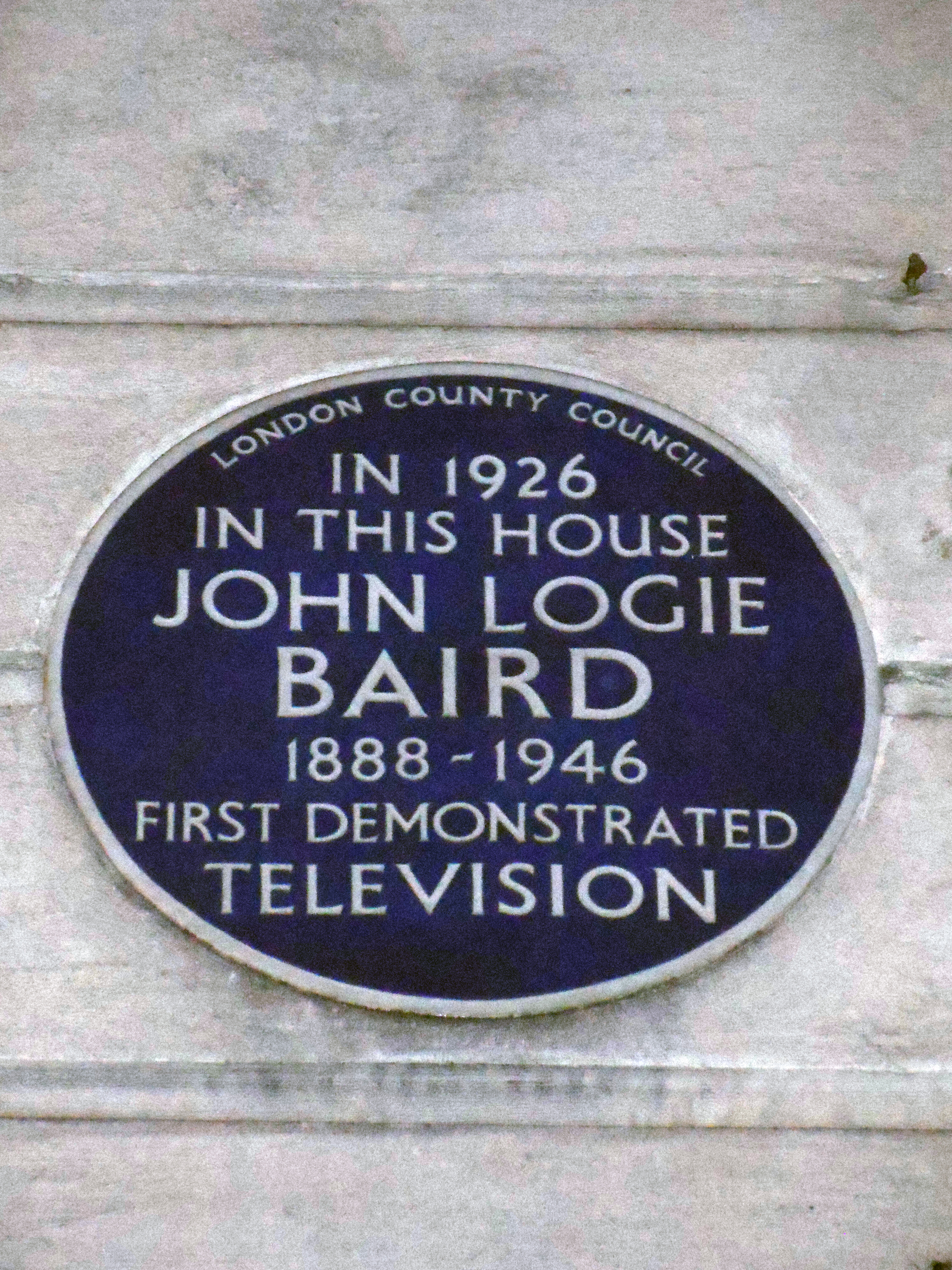
Targa blu che commemora il primo collaudo del televisore inventato da John Logie Baird il 26 gennaio del 1926

Il Bar Italia ha sede al numero 22 di Frith Street, nello stesso edificio in cui il 26 gennaio 1926 John Logie Baird effettuò il primo collaudo pubblico della sua invenzione: la televisione. Tale avvenimento è commemorato da una targa blu sopra la porta d'ingresso.
Il locale è stato poi riadattato come caffetteria nel 1949 dalla famiglia Polledri. Dal 2013 la direzione è affidata a Veronica ed Anthony Polledri.

## Nella cultura di massa
- I Pulp hanno inciso nel 1995 una canzone ispirata al locale, intitolata anch'essa Bar Italia e contenuta nell'album Different Class.
- Negli anni, molti personaggi famosi hanno frequentato assiduamente il locale. Fra questi ci sono David A. Stewart, Rupert Everett, John Hurt, Alexa Chung e Jeremy Thomas.[5][6][7][8]
- Il gruppo musicale Bar Italia ha scelto il suo nome in omaggio al locale.[9]